# Ivo Cramér
Ivo Cramér (5 de março de 1921 – 30 de abril de 2009) foi um bailarino e coreógrafo sueco.

## Biografia
Aluno de Sigurd Leeder e de Birgit Cullberg, foi influenciado pela tradição da escola expressionista de Kurt Jooss, que procurava conjugar as linguagens clássica e moderna. Começou por dançar na companhia de Birgit Culberg, tendo depois fundado uma companhia própria com a qual percorreu a Suécia. Em 1946 fundou, com Culberg, a Svenka Dansteatern, que atuou em vários teatros europeus.
Em 1948 aceitou o convite para dirigir a Companhia Portuguesa de Bailado Verde Gaio, tendo permanecido em Lisboa até 1949. No Verde Gaio criou diversos bailados, sempre com a colaboração de Paulo Ferreira (cenários e figurinos), entre os quais algumas reformulações de bailados anteriores dessa companhia. No Verde Gaio Ivo Cramér contou com a colaboração de duas bailarinas suecas: Tyyne Talvo (sua mulher) e Barbara Thiel (sua cunhada) ).
De regresso à Suécia, trabalhou como free-lance para o Ballet Real Sueco, para o qual coreografou, por exemplo, uma versão folclórica de O Filho Pródigo (musica de H. Alvén, 1957), considerada a sua obra-prima. Fundou a Cramér Ballet, em Estocolmo, com a sua mulher Tyyne Talvo, em 1967, dirigindo a companhia até 1975, quando se tornou diretor do Ballet Real Sueco, regressando à sua companhia seis anos mais tarde (até 1986). 
Interessado em temas folclóricos nórdicos e em temas religiosos, foi autor de bailados para igrejas. Foi também produtor de antigos ballets, trabalhando em diversas reconstituições históricas, em particular do século XVIII, muitas vezes  em colaboração com Mary Skeaping. A sua reconstrução de La Fille mal gardée, de Dauberval (para o Ballet da Ópera de Nantes, 1989), teve um especial sucesso.